# 스테이지K
《스테이지K》(Stage K)는 JTBC에서 2019년 4월 7일부터 2019년 6월 23일까지 방송된 외국인 K-pop 댄싱 서바이벌 프로그램이다.

## 기획 의도
K-pop 스타와 함께 꿈의 무대에 오르기 위해 세계인들의 K-pop 챌린지를 그린다.

## 방송 시간
| 방송 기간                        | 방송 시간                      |
| -------------------------------- | ------------------------------ |
| 2019년 4월 7일 ~ 2019년 6월 23일 | 일요일 밤 9:00 ~ 10:50 (110분) |

## 진행자
- 전현무

## K-리더스
- 박준형 (god)
- 은지원 (젝스키스, 클로버)
- 유빈 (前 원더걸스)
- 박산다라 (前 2NE1)

## 에피소드 목록 (챌린지)

### 1회
- 첫 번째 드림스타 : 레드벨벳
- 방청 녹화 : 2019년 3월 15일
- 방송 : 2019년 4월 7일

| 이름   | 대표팀 (국적) | 성별 | 비고(사항)  | 글로벌 서포터즈 | 1라운드 (준결승)     | 2라운드 (결승)   | 꿈의 무대   |
| ------ | ------------- | ---- | ----------- | --------------- | -------------------- | ---------------- | ----------- |
| 이집트 | 미국          | 여성 |             | 카메론          | 《피카부》 (129점)   | 《루키》 (235점) | 《빨간 맛》 |
| 밀카   | 미국          | 여성 |             | 카메론          | 《피카부》 (129점)   | 《루키》 (235점) | 《빨간 맛》 |
| 샤넬   | 미국          | 여성 |             | 카메론          | 《피카부》 (129점)   | 《루키》 (235점) | 《빨간 맛》 |
| 마디   | 미국          | 여성 |             | 카메론          | 《피카부》 (129점)   | 《루키》 (235점) | 《빨간 맛》 |
| 앰버   | 미국          | 여성 |             | 카메론          | 《피카부》 (129점)   | 《루키》 (235점) | 《빨간 맛》 |
| 시드니 | 캐나다        | 여성 | 솔로        | 기욤 패트리     | 《Power up》 (126점) | 《루키》 (184점) | 빈칸        |
| 미호   | 일본          | 여성 | 고교 동창   | 오오기 히토시   | 《Power up》 (60점)  | 빈칸             | 빈칸        |
| 코토네 | 일본          | 여성 | 고교 동창   | 오오기 히토시   | 《Power up》 (60점)  | 빈칸             | 빈칸        |
| 하루카 | 일본          | 여성 | 고교 동창   | 오오기 히토시   | 《Power up》 (60점)  | 빈칸             | 빈칸        |
| 마호   | 일본          | 여성 | 고교 동창   | 오오기 히토시   | 《Power up》 (60점)  | 빈칸             | 빈칸        |
| 에밀리 | 독일          | 여성 | 쌍둥이 자매 | 다리오 리       | 《RBB》 (43점)       | 빈칸             | 빈칸        |
| 멜리나 | 독일          | 여성 | 쌍둥이 자매 | 다리오 리       | 《RBB》 (43점)       | 빈칸             | 빈칸        |

### 2회
- 두 번째 드림스타 : iKON
- 방청 녹화 : 2019년 3월 26일
- 방송 : 2019년 4월 14일

| 이름     | 대표팀 (국적) | 성별 | 비고(사항) | 글로벌 서포터즈         | 1라운드 (준결승)       | 2라운드 (결승)     | 꿈의 무대       |
| -------- | ------------- | ---- | ---------- | ----------------------- | ---------------------- | ------------------ | --------------- |
| 디제이   | 미국          | 혼성 |            | 카메론                  | 《리듬 타》 (180점)    | 《죽겠다》 (409점) | 《사랑을 했다》 |
| 페르난도 | 미국          | 혼성 |            | 카메론                  | 《리듬 타》 (180점)    | 《죽겠다》 (409점) | 《사랑을 했다》 |
| 데본     | 미국          | 혼성 |            | 카메론                  | 《리듬 타》 (180점)    | 《죽겠다》 (409점) | 《사랑을 했다》 |
| 로레나   | 미국          | 혼성 |            | 카메론                  | 《리듬 타》 (180점)    | 《죽겠다》 (409점) | 《사랑을 했다》 |
| 클레어   | 미국          | 혼성 |            | 카메론                  | 《리듬 타》 (180점)    | 《죽겠다》 (409점) | 《사랑을 했다》 |
| 키안     | 미국          | 혼성 |            | 카메론                  | 《리듬 타》 (180점)    | 《죽겠다》 (409점) | 《사랑을 했다》 |
| 사바나   | 미국          | 혼성 |            | 카메론                  | 《리듬 타》 (180점)    | 《죽겠다》 (409점) | 《사랑을 했다》 |
| 이호마   | 프랑스        | 혼성 |            | 로빈 데이아나           | 《Bling Bling》 (46점) | 《죽겠다》 (100점) | 빈칸            |
| 오리안   | 프랑스        | 혼성 |            | 로빈 데이아나           | 《Bling Bling》 (46점) | 《죽겠다》 (100점) | 빈칸            |
| 사다     | 프랑스        | 혼성 |            | 로빈 데이아나           | 《Bling Bling》 (46점) | 《죽겠다》 (100점) | 빈칸            |
| 나대쥐   | 프랑스        | 혼성 |            | 로빈 데이아나           | 《Bling Bling》 (46점) | 《죽겠다》 (100점) | 빈칸            |
| 루브나   | 프랑스        | 혼성 |            | 로빈 데이아나           | 《Bling Bling》 (46점) | 《죽겠다》 (100점) | 빈칸            |
| 토니     | 프랑스        | 혼성 |            | 로빈 데이아나           | 《Bling Bling》 (46점) | 《죽겠다》 (100점) | 빈칸            |
| 사하     | 프랑스        | 혼성 |            | 로빈 데이아나           | 《Bling Bling》 (46점) | 《죽겠다》 (100점) | 빈칸            |
| 이자티스 | 프랑스        | 혼성 |            | 로빈 데이아나           | 《Bling Bling》 (46점) | 《죽겠다》 (100점) | 빈칸            |
| 케이쥬   | 일본          | 남성 | 12세       | 오오기 히토시           | 《Beautiful》 (29점)   | 빈칸               | 빈칸            |
| 에아     | 일본          | 남성 | 형제       | 오오기 히토시           | 《Beautiful》 (29점)   | 빈칸               | 빈칸            |
| 에란     | 일본          | 남성 | 형제       | 오오기 히토시           | 《Beautiful》 (29점)   | 빈칸               | 빈칸            |
| 하야테   | 일본          | 남성 |            | 오오기 히토시           | 《Beautiful》 (29점)   | 빈칸               | 빈칸            |
| 미코와이 | 폴란드        | 남성 | 솔로       | 프셰므스와브 크롬피에츠 | 《이별길》 (18점)      | 빈칸               | 빈칸            |

### 3회
- 세 번째 드림스타 : 슈퍼주니어
- 방청 녹화 : 2019년 4월 2일
- 방송 : 2019년 4월 21일

| 이름        | 대표팀 (국적)  | 성별 | 비고(사항) | 글로벌 서포터즈     | 1라운드 (준결승)       | 2라운드 (결승)     | 꿈의 무대 |
| ----------- | -------------- | ---- | ---------- | ------------------- | ---------------------- | ------------------ | --------- |
| 요한 쎄드힉 | 프랑스         | 남성 | The Hive   | 이다도시            | 《쏘리 쏘리》 (169점)  | 《미인아》 (300점) | 《U》     |
| 딜란        | 프랑스         | 남성 | The Hive   | 이다도시            | 《쏘리 쏘리》 (169점)  | 《미인아》 (300점) | 《U》     |
| 미쉘        | 프랑스         | 남성 | The Hive   | 이다도시            | 《쏘리 쏘리》 (169점)  | 《미인아》 (300점) | 《U》     |
| 요한 마일   | 프랑스         | 남성 | The Hive   | 이다도시            | 《쏘리 쏘리》 (169점)  | 《미인아》 (300점) | 《U》     |
| 떼오        | 프랑스         | 남성 | The Hive   | 이다도시            | 《쏘리 쏘리》 (169점)  | 《미인아》 (300점) | 《U》     |
| 마마흐      | 프랑스         | 남성 | The Hive   | 이다도시            | 《쏘리 쏘리》 (169점)  | 《미인아》 (300점) | 《U》     |
| 모하 메드   | 프랑스         | 남성 | The Hive   | 이다도시            | 《쏘리 쏘리》 (169점)  | 《미인아》 (300점) | 《U》     |
| 씨티팟      | 태국           | 남성 |            | 파나사              | 《Black Suit》 (115점) | 《미인아》 (187점) | 빈칸      |
| 쑥씻        | 태국           | 남성 |            | 파나사              | 《Black Suit》 (115점) | 《미인아》 (187점) | 빈칸      |
| 씨라웃      | 태국           | 남성 |            | 파나사              | 《Black Suit》 (115점) | 《미인아》 (187점) | 빈칸      |
| 반딧        | 태국           | 남성 |            | 파나사              | 《Black Suit》 (115점) | 《미인아》 (187점) | 빈칸      |
| 차난유      | 태국           | 남성 |            | 파나사              | 《Black Suit》 (115점) | 《미인아》 (187점) | 빈칸      |
| 싸깐        | 태국           | 남성 |            | 파나사              | 《Black Suit》 (115점) | 《미인아》 (187점) | 빈칸      |
| 품핏팟      | 태국           | 남성 |            | 파나사              | 《Black Suit》 (115점) | 《미인아》 (187점) | 빈칸      |
| 빠다 라뎃   | 태국           | 남성 |            | 파나사              | 《Black Suit》 (115점) | 《미인아》 (187점) | 빈칸      |
| 라오 웨이제 | 중화인민공화국 | 남성 | 솔로       | 쥰키                | 《돈 돈》 (114점)      | 빈칸               | 빈칸      |
| 그리셀라    | 멕시코         | 여성 |            | 크리스티안 부르고스 | 《Lo Siento》 (91점)   | 빈칸               | 빈칸      |
| 안드레아    | 멕시코         | 여성 |            | 크리스티안 부르고스 | 《Lo Siento》 (91점)   | 빈칸               | 빈칸      |
| 마리아나    | 멕시코         | 여성 |            | 크리스티안 부르고스 | 《Lo Siento》 (91점)   | 빈칸               | 빈칸      |
| 아나        | 멕시코         | 여성 |            | 크리스티안 부르고스 | 《Lo Siento》 (91점)   | 빈칸               | 빈칸      |
| 카를라      | 멕시코         | 여성 |            | 크리스티안 부르고스 | 《Lo Siento》 (91점)   | 빈칸               | 빈칸      |
| 미첼        | 멕시코         | 여성 |            | 크리스티안 부르고스 | 《Lo Siento》 (91점)   | 빈칸               | 빈칸      |

### 4회
- 네 번째 드림스타 : 트와이스
- 방청 녹화 : 2019년 4월 9일
- 방송 : 2019년 4월 28일

| 이름       | 대표팀 (국적)  | 성별 | 비고(사항) | 글로벌 서포터즈 | 1라운드 (준결승)         | 2라운드 (결승) | 꿈의 무대    |
| ---------- | -------------- | ---- | ---------- | --------------- | ------------------------ | -------------- | ------------ |
| 웬디       | 스웨덴         | 혼성 |            | 요하 킴         | 《YES or YES》 (74점)    | 《TT》 (301점) | 《CHEER UP》 |
| 앤소피     | 스웨덴         | 혼성 |            | 요하 킴         | 《YES or YES》 (74점)    | 《TT》 (301점) | 《CHEER UP》 |
| 킴벌리     | 스웨덴         | 혼성 |            | 요하 킴         | 《YES or YES》 (74점)    | 《TT》 (301점) | 《CHEER UP》 |
| 미         | 스웨덴         | 혼성 |            | 요하 킴         | 《YES or YES》 (74점)    | 《TT》 (301점) | 《CHEER UP》 |
| 에밀리     | 스웨덴         | 혼성 |            | 요하 킴         | 《YES or YES》 (74점)    | 《TT》 (301점) | 《CHEER UP》 |
| 애니카     | 스웨덴         | 혼성 |            | 요하 킴         | 《YES or YES》 (74점)    | 《TT》 (301점) | 《CHEER UP》 |
| 엘렌       | 스웨덴         | 혼성 |            | 요하 킴         | 《YES or YES》 (74점)    | 《TT》 (301점) | 《CHEER UP》 |
| 엘리자베스 | 스웨덴         | 혼성 |            | 요하 킴         | 《YES or YES》 (74점)    | 《TT》 (301점) | 《CHEER UP》 |
| 필립       | 스웨덴         | 혼성 |            | 요하 킴         | 《YES or YES》 (74점)    | 《TT》 (301점) | 《CHEER UP》 |
| 나나       | 태국           | 여성 | 솔로       | 파나사          | 《Knock Knock》 (143점)  | 《TT》 (74점)  | 빈칸         |
| 류이란     | 중화인민공화국 | 여성 |            | 쥰키            | 《LIKEY》 (52점)         | 빈칸           | 빈칸         |
| 류우안     | 중화인민공화국 | 여성 |            | 쥰키            | 《LIKEY》 (52점)         | 빈칸           | 빈칸         |
| 랑 몽유 에 | 중화인민공화국 | 여성 |            | 쥰키            | 《LIKEY》 (52점)         | 빈칸           | 빈칸         |
| 장치치     | 중화인민공화국 | 여성 |            | 쥰키            | 《LIKEY》 (52점)         | 빈칸           | 빈칸         |
| 찬 케이칭  | 중화인민공화국 | 여성 |            | 쥰키            | 《LIKEY》 (52점)         | 빈칸           | 빈칸         |
| 모건       | 미국           | 여성 |            | 테리스          | 《What is Love?》 (45점) | 빈칸           | 빈칸         |
| 밸러리     | 미국           | 여성 |            | 테리스          | 《What is Love?》 (45점) | 빈칸           | 빈칸         |
| 엘리자베스 | 미국           | 여성 |            | 테리스          | 《What is Love?》 (45점) | 빈칸           | 빈칸         |
| 파이퍼     | 미국           | 여성 |            | 테리스          | 《What is Love?》 (45점) | 빈칸           | 빈칸         |

### 5회
- 다섯 번째 드림스타 : EXID
- 방청 녹화 : 2019년 4월 16일
- 방송 : 2019년 5월 12일

| 이름               | 대표팀 (국적) | 성별 | 비고(사항) | 글로벌 서포터즈     | 1라운드 (준결승)     | 2라운드 (결승)     | 꿈의 무대  |
| ------------------ | ------------- | ---- | ---------- | ------------------- | -------------------- | ------------------ | ---------- |
| 안나 삼부로바      | 러시아        | 여성 |            | 이나                | 《알러뷰》 (146점)   | 《위아래》 (298점) | 《매일밤》 |
| 마르가리타         | 러시아        | 여성 |            | 이나                | 《알러뷰》 (146점)   | 《위아래》 (298점) | 《매일밤》 |
| 안나 디덴코        | 러시아        | 여성 |            | 이나                | 《알러뷰》 (146점)   | 《위아래》 (298점) | 《매일밤》 |
| 율리아             | 러시아        | 여성 |            | 이나                | 《알러뷰》 (146점)   | 《위아래》 (298점) | 《매일밤》 |
| 아나이스           | 프랑스        | 여성 |            | 로빈 데이아나       | 《HOT PINK》 (146점) | 《위아래》 (172점) | 빈칸       |
| 솔렌               | 프랑스        | 여성 |            | 로빈 데이아나       | 《HOT PINK》 (146점) | 《위아래》 (172점) | 빈칸       |
| 나재스             | 프랑스        | 여성 |            | 로빈 데이아나       | 《HOT PINK》 (146점) | 《위아래》 (172점) | 빈칸       |
| 루이스             | 프랑스        | 여성 |            | 로빈 데이아나       | 《HOT PINK》 (146점) | 《위아래》 (172점) | 빈칸       |
| 데보라             | 프랑스        | 여성 |            | 로빈 데이아나       | 《HOT PINK》 (146점) | 《위아래》 (172점) | 빈칸       |
| Nguyen Phuong Linh | 베트남        | 여성 | 솔로       | 탄하                | 《아예》 (121점)     | 빈칸               | 빈칸       |
| 알레한드라         | 멕시코        | 여성 |            | 크리스티안 부르고스 | 《덜덜덜》 (48점)    | 빈칸               | 빈칸       |
| 로레나             | 멕시코        | 여성 |            | 크리스티안 부르고스 | 《덜덜덜》 (48점)    | 빈칸               | 빈칸       |
| 파울리나           | 멕시코        | 여성 |            | 크리스티안 부르고스 | 《덜덜덜》 (48점)    | 빈칸               | 빈칸       |
| 바르바라           | 멕시코        | 여성 |            | 크리스티안 부르고스 | 《덜덜덜》 (48점)    | 빈칸               | 빈칸       |

### 6회
- 여섯 번째 드림스타 : 보아 (BoA)
- 방청 녹화 : 2019년 4월 23일
- 방송 : 2019년 5월 19일

| 이름         | 대표팀 (국적)  | 성별 | 비고(사항)            | 글로벌 서포터즈 | 1라운드 (준결승)      | 2라운드 (결승)              | 꿈의 무대 |
| ------------ | -------------- | ---- | --------------------- | --------------- | --------------------- | --------------------------- | --------- |
| 피아오찐차오 | 중화인민공화국 | 여성 |                       | 쥰키            | 《Woman》 (147점)     | 《아틀란티스 소녀》 (105점) | 《No.1》  |
| 인디용춰     | 중화인민공화국 | 여성 |                       | 쥰키            | 《Woman》 (147점)     | 《아틀란티스 소녀》 (105점) | 《No.1》  |
| 자오리밍     | 중화인민공화국 | 여성 |                       | 쥰키            | 《Woman》 (147점)     | 《아틀란티스 소녀》 (105점) | 《No.1》  |
| 양팅팅       | 중화인민공화국 | 여성 |                       | 쥰키            | 《Woman》 (147점)     | 《아틀란티스 소녀》 (105점) | 《No.1》  |
| 후앙샤오만   | 중화인민공화국 | 여성 |                       | 쥰키            | 《Woman》 (147점)     | 《아틀란티스 소녀》 (105점) | 《No.1》  |
| 빅토르       | 브라질         | 혼성 | 일본계 브라질인, 남매 | 카를로스 고리토 | 《Only One》 (105점)  | 《아틀란티스 소녀》 (145점) | 빈칸      |
| 리오         | 브라질         | 혼성 | 일본계 브라질인, 남매 | 카를로스 고리토 | 《Only One》 (105점)  | 《아틀란티스 소녀》 (145점) | 빈칸      |
| 앨리아       | 미국           | 여성 | 솔로                  | 테리스          | 《My name》 (84점)    | 빈칸                        | 빈칸      |
| 이반         | 스페인         | 남성 | 솔로                  | 엑또르          | 《Eat you up》 (30점) | 빈칸                        | 빈칸      |

### 7회 - K리더스 특집
- 일곱 번째 드림스타 : god, 원더걸스, 2NE1, 젝스키스
- 방청 녹화 : 2019년 4월 30일
- 방송 : 2019년 5월 26일
- 드림스타 : 김태우, 박준형, 장수원, 은지원, 유빈, 혜림, 박산다라
- K-패널 : 유세윤, 한승연, 지민, 경리, 라비
- K-루키 : KARD, 구구단

| 이름      | 대표팀 (국적) | 성별 | 비고(사항) | 멤버     | 1라운드 (준결승)              | 2라운드 (결승)           | 꿈의 무대 |
| --------- | ------------- | ---- | ---------- | -------- | ----------------------------- | ------------------------ | --------- |
| 칼        | 미국          | 혼성 | 가족       | GOD      | 《관찰》 (154점)              | 《Friday Night》 (243점) | 《애수》  |
| 조스마라  | 미국          | 혼성 | 가족       | GOD      | 《관찰》 (154점)              | 《Friday Night》 (243점) | 《애수》  |
| 나타샤    | 미국          | 혼성 | 가족       | GOD      | 《관찰》 (154점)              | 《Friday Night》 (243점) | 《애수》  |
| 아마리    | 미국          | 혼성 | 가족       | GOD      | 《관찰》 (154점)              | 《Friday Night》 (243점) | 《애수》  |
| 웨타까    | 태국          | 여성 |            | 2NE1     | 《내가 제일 잘 나가》 (290점) | 《Can't Nobody》 (176점) | 빈칸      |
| 끼띠위랏  | 태국          | 여성 |            | 2NE1     | 《내가 제일 잘 나가》 (290점) | 《Can't Nobody》 (176점) | 빈칸      |
| 나타몬    | 태국          | 여성 |            | 2NE1     | 《내가 제일 잘 나가》 (290점) | 《Can't Nobody》 (176점) | 빈칸      |
| 소찌랏    | 태국          | 여성 |            | 2NE1     | 《내가 제일 잘 나가》 (290점) | 《Can't Nobody》 (176점) | 빈칸      |
| 안드라    | 루마니아      | 여성 |            | 원더걸스 | 《So hot》 (84점)             | 빈칸                     | 빈칸      |
| 마리아    | 루마니아      | 여성 |            | 원더걸스 | 《So hot》 (84점)             | 빈칸                     | 빈칸      |
| 앙카      | 루마니아      | 여성 |            | 원더걸스 | 《So hot》 (84점)             | 빈칸                     | 빈칸      |
| 라우라    | 루마니아      | 여성 |            | 원더걸스 | 《So hot》 (84점)             | 빈칸                     | 빈칸      |
| 헤미      | 프랑스        | 남성 |            | 젝스키스 | 《Road Fighter》 (14점)       | 빈칸                     | 빈칸      |
| 다니엘    | 프랑스        | 남성 |            | 젝스키스 | 《Road Fighter》 (14점)       | 빈칸                     | 빈칸      |
| 밥 티스트 | 프랑스        | 남성 |            | 젝스키스 | 《Road Fighter》 (14점)       | 빈칸                     | 빈칸      |
| 프헤데힉  | 프랑스        | 남성 |            | 젝스키스 | 《Road Fighter》 (14점)       | 빈칸                     | 빈칸      |
| 하이얀    | 프랑스        | 남성 |            | 젝스키스 | 《Road Fighter》 (14점)       | 빈칸                     | 빈칸      |

### 8회
- 여덟 번째 드림스타 : 블랙핑크
- 방청 녹화 : 2019년 5월 14일
- 방송 : 2019년 6월 2일
- K-루키 : 이달의 소녀

| 이름     | 대표팀 (국적) | 성별 | 비고(사항) | 1라운드 (준결승)      | 2라운드 (결승)                       | 꿈의 무대          |
| -------- | ------------- | ---- | ---------- | --------------------- | ------------------------------------ | ------------------ |
| 아멜     | 벨기에        | 혼성 |            | 《휘파람》 (151점)    | 《뚜두뚜두 (DDU-DU DDU-DU)》 (226점) | 《Kill This Love》 |
| 크리스텔 | 벨기에        | 혼성 |            | 《휘파람》 (151점)    | 《뚜두뚜두 (DDU-DU DDU-DU)》 (226점) | 《Kill This Love》 |
| 가브리엘 | 벨기에        | 혼성 |            | 《휘파람》 (151점)    | 《뚜두뚜두 (DDU-DU DDU-DU)》 (226점) | 《Kill This Love》 |
| 디안     | 벨기에        | 혼성 |            | 《휘파람》 (151점)    | 《뚜두뚜두 (DDU-DU DDU-DU)》 (226점) | 《Kill This Love》 |
| 히카리   | 일본          | 여성 |            | 《붐바야》 (191점)    | 《뚜두뚜두 (DDU-DU DDU-DU)》 (192점) | 빈칸               |
| 카호     | 일본          | 여성 |            | 《붐바야》 (191점)    | 《뚜두뚜두 (DDU-DU DDU-DU)》 (192점) | 빈칸               |
| 에리카   | 일본          | 여성 |            | 《붐바야》 (191점)    | 《뚜두뚜두 (DDU-DU DDU-DU)》 (192점) | 빈칸               |
| 사키     | 일본          | 여성 |            | 《붐바야》 (191점)    | 《뚜두뚜두 (DDU-DU DDU-DU)》 (192점) | 빈칸               |
| 히나     | 일본          | 여성 |            | 《붐바야》 (191점)    | 《뚜두뚜두 (DDU-DU DDU-DU)》 (192점) | 빈칸               |
| 테바나   | 프랑스        | 여성 |            | 《마지막처럼》 (45점) | 빈칸                                 | 빈칸               |
| 엠마     | 프랑스        | 여성 |            | 《마지막처럼》 (45점) | 빈칸                                 | 빈칸               |
| 킴벌리   | 프랑스        | 여성 |            | 《마지막처럼》 (45점) | 빈칸                                 | 빈칸               |
| 미히암   | 프랑스        | 여성 |            | 《마지막처럼》 (45점) | 빈칸                                 | 빈칸               |
| 카타지나 | 폴란드        | 여성 | 자매       | 《불장난》 (32점)     | 빈칸                                 | 빈칸               |
| 유스티나 | 폴란드        | 여성 | 자매       | 《불장난》 (32점)     | 빈칸                                 | 빈칸               |

### 9회
- 아홉 번째 드림스타 : EXO
- 방청 녹화 : 2019년 5월 21일
- 방송 : 2019년 6월 9일
- K-루키 : 온앤오프

| 이름                  | 대표팀 (국적) | 성별 | 비고(사항) | 1라운드 (준결승)        | 2라운드 (결승)     | 꿈의 무대     |
| --------------------- | ------------- | ---- | ---------- | ----------------------- | ------------------ | ------------- |
| 유미                  | 일본          | 여성 |            | 《Koko Bop》 (227점)    | 《으르렁》 (238점) | 《Love Shot》 |
| 카호                  | 일본          | 여성 |            | 《Koko Bop》 (227점)    | 《으르렁》 (238점) | 《Love Shot》 |
| 마리아                | 일본          | 여성 |            | 《Koko Bop》 (227점)    | 《으르렁》 (238점) | 《Love Shot》 |
| 아오이                | 일본          | 여성 |            | 《Koko Bop》 (227점)    | 《으르렁》 (238점) | 《Love Shot》 |
| 안주                  | 일본          | 여성 |            | 《Koko Bop》 (227점)    | 《으르렁》 (238점) | 《Love Shot》 |
| 아야나                | 일본          | 여성 |            | 《Koko Bop》 (227점)    | 《으르렁》 (238점) | 《Love Shot》 |
| 에릭                  | 미국          | 혼성 |            | 《Tempo》 (153점)       | 《으르렁》 (221점) | 빈칸          |
| 사만다                | 미국          | 혼성 |            | 《Tempo》 (153점)       | 《으르렁》 (221점) | 빈칸          |
| 코클리                | 미국          | 혼성 |            | 《Tempo》 (153점)       | 《으르렁》 (221점) | 빈칸          |
| 피타왓                | 태국          | 남성 |            | 《Monster》 (67점)      | 빈칸               | 빈칸          |
| 크리틴                | 태국          | 남성 |            | 《Monster》 (67점)      | 빈칸               | 빈칸          |
| 아란툼                | 태국          | 남성 |            | 《Monster》 (67점)      | 빈칸               | 빈칸          |
| 끄릿이띠묵            | 태국          | 남성 |            | 《Monster》 (67점)      | 빈칸               | 빈칸          |
| 피티폽                | 태국          | 남성 |            | 《Monster》 (67점)      | 빈칸               | 빈칸          |
| 피아왓                | 태국          | 남성 |            | 《Monster》 (67점)      | 빈칸               | 빈칸          |
| 수파늣                | 태국          | 남성 |            | 《Monster》 (67점)      | 빈칸               | 빈칸          |
| 바르바라              | 벨라루스      | 여성 |            | 《Call Me Baby》 (23점) | 빈칸               | 빈칸          |
| 다이아나              | 벨라루스      | 여성 |            | 《Call Me Baby》 (23점) | 빈칸               | 빈칸          |
| 알렉산드라 야라쉬     | 벨라루스      | 여성 |            | 《Call Me Baby》 (23점) | 빈칸               | 빈칸          |
| 예카테리사            | 벨라루스      | 여성 |            | 《Call Me Baby》 (23점) | 빈칸               | 빈칸          |
| 아나스타시아          | 벨라루스      | 여성 |            | 《Call Me Baby》 (23점) | 빈칸               | 빈칸          |
| 알렉산드라 라이케비치 | 벨라루스      | 여성 |            | 《Call Me Baby》 (23점) | 빈칸               | 빈칸          |

### 10~11회 - 왕중왕전
- 방청 녹화 : 2019년 6월 4일
- 방송 : 2019년 6월 16일, 6월 23일

| 8강전 | 8강전 | 8강전      | 8강전          | 8강전             | 8강전 | 8강전         | 8강전 |
| 회차  | 조별  | 팀별       | 대표팀 (국적)  | 선곡              | 점수  | 결과          | 비고  |
| ----- | ----- | ---------- | -------------- | ----------------- | ----- | ------------- | ----- |
| 10회  | A조   | 블랙핑크   | 벨기에         | 《붐바야》        | 88점  | 4강 진출 탈락 | 8위   |
| 10회  | A조   | 트와이스   | 스웨덴         | 《FANCY》         | 316점 | 4강 진출 확정 |       |
| 10회  | B조   | iKON       | 미국           | 《리듬 타》       | 207점 | 4강 진출 확정 |       |
| 10회  | B조   | 보아       | 중화인민공화국 | 《Girl On Top》   | 183점 | 4강 진출 탈락 | 5위   |
| 10회  | C조   | 레드벨벳   | 미국           | 《Dumb Dumb》     | 140점 | 4강 진출 탈락 | 6위   |
| 10회  | C조   | 슈퍼주니어 | 프랑스         | 《Black Suit》    | 232점 | 4강 진출 확정 |       |
| 11회  | D조   | EXID       | 러시아         | 《Hot Pink》      | 129점 | 4강 진출 탈락 | 7위   |
| 11회  | D조   | EXO        | 일본           | 《Love me right》 | 248점 | 4강 진출 확정 |       |

| 준결승전 | 준결승전 | 준결승전   | 준결승전      | 준결승전                 | 준결승전 | 준결승전       | 준결승전 |
| 회차     | 조별     | 팀별       | 대표팀 (국적) | 선곡                     | 점수     | 결과           | 비고     |
| -------- | -------- | ---------- | ------------- | ------------------------ | -------- | -------------- | -------- |
| 11회     | A조      | 트와이스   | 스웨덴        | 《Dance The Night Away》 | 137점    | 결승 진출 탈락 | 3위      |
| 11회     | A조      | iKON       | 미국          | 《시노시작》             | 248점    | 결승 진출 확정 |          |
| 11회     | B조      | 슈퍼주니어 | 프랑스        | 《Mr. Simple》           | 109점    | 결승 진출 탈락 | 4위      |
| 11회     | B조      | EXO        | 일본          | 《Love Shot》            | 276점    | 결승 진출 확정 |          |

| 결승전 | 결승전 | 결승전        | 결승전         | 결승전 | 결승전 | 결승전 |
| 회차   | 팀별   | 대표팀 (국적) | 선곡           | 점수   | 결과   | 비고   |
| ------ | ------ | ------------- | -------------- | ------ | ------ | ------ |
| 11회   | iKON   | 미국          | 《덤 앤 더머》 | 152점  | 준우승 | 2위    |
| 11회   | EXO    | 일본          | 《Ko Ko Bop》  | 218점  | 우승   | 1위    |

## 제작진
- CP : 윤현준
- 연출 : 김노은, 김학민
- 조연출 : 김나현, 안정현, 황슬우, 이수진, 김규리
- 작가 : 강영미, 봉우리, 주리라, 김지수, 김혜영, 강유진, 김하운, 조은정, 문제희, 박순희, 정수란, 최진희, 유현서, 김연진

## 참고 사항
- 지원 자격은 K팝 커버 댄스에 외국인이 가능하지만, 대한민국 체류 중인 외국인을 지원할 수 있다.
- 1차 예선은 이메일나 참가 지원서를 제출한 뒤, 2차 예선은 일본 도쿄, 홍콩, 베트남 하노이, 태국 방콕, 프랑스 파리, 멕시코 멕시코시티, 미국 LA, 뉴욕 등의 대표팀 국적으로, 2019년 1월말까지 참가하였다.
- 7회 방송분부터 글로벌 서포터즈를 대신 K팝-루키로 대체하였다.
- 10회 방송분부터 iKON 리더 B.I 마약 혐의 의혹으로 통편집하였다.
- 왕중왕전 우승자는 상금 1천만원을 지급하였다.

## 결방 사유
- 2019년 5월 5일 특선 영화 《염력》 편성으로 결방되었다.

## 시청률
최저 시청률과 최고 시청률은 시청률 조사회사와 지역별로 시청률에 차이가 있을 수 있습니다.
| 회차 | 방송일   | 시청률          |
| 회차 | 방송일   | AGB 닐슨 (전국) |
| ---- | -------- | --------------- |
| 1회  | 4월 7일  | 2.249%          |
| 2회  | 4월 14일 | 1.793%          |
| 3회  | 4월 21일 | 1.574%          |
| 4회  | 4월 28일 | 2.116%          |
| 5회  | 5월 12일 | 1.382%          |
| 6회  | 5월 19일 | 1.634%          |
| 7회  | 5월 26일 | 1.513%          |
| 8회  | 6월 2일  | 1.573%          |
| 9회  | 6월 9일  | 1.419%          |
| 10회 | 6월 16일 | 1.517%          |
| 11회 | 6월 23일 | 1.388%          |

## 같이 보기
- 커버댄스 페스티벌 K-POP 로드쇼 40120 (MBC)
- 오디션
- 글로벌